# Edmonde Charles-Roux
Edmonde Charles-Roux (ur. 17 kwietnia 1920 w Neuilly-sur-Seine, zm. 20 stycznia 2016 w Marsylii) – francuska pisarka i dziennikarka, sanitariuszka wojenna, uczestniczka ruchu oporu, autorka powieści "Zapomnieć Palermo", która otrzymała Nagrodę Goncourtów w 1966 roku.

## Życie
Edmonde Charles-Roux urodziła się w 1920 roku w Neuilly-sur-Seine w regionie Île-de-France w rodzinie prowansalskiej. Jej ojcem był François Charles-Roux (1879–1961), potomek producentów mydła marsylskiego, historyk, przedsiębiorca i dyplomata, członek Institut de France, ostatni prezes Kompanii Kanału Sueskiego, ambasador Francji m.in. w Watykanie, przyjaciel Piusa XII, a matką Marie Virginie Sophie Sabine z d. Gounelle (1891–1994). Jej siostrą była Cyprienne Charles-Roux (1917–2010), bratem zaś Jean-Marie Charles-Roux (1914–2014), dyplomata, żołnierz, a potem ksiądz katolicki, od 1969 roku pozostający przy odprawianiu Mszy Trydenckiej, monarchista, kapelan produkcji filmu Pasja.
W związku ze służbą dyplomatyczną ojca, w dzieciństwie kilka lat mieszkała w Czechosłowacji, a następnie we Włoszech, gdzie chodziła do szkoły średniej. Potem sama wróciła do Marsylii. W 1939 roku przygotowywała dyplom pielęgniarski.
Po wybuchu II wojny światowej zgłosiła się na ochotnika jako pielęgniarka, służąc wpierw w 11 Pułku Piechoty Legii Cudzoziemskiej. W 1940 roku, podczas inwazji Niemiec na Francję, została ranna ratując żołnierza. Następnie wstąpiła do ruchu oporu, gdzie pozostawała sanitariuszką. Po wylądowaniu aliantów w Prowansji, w sierpniu 1944 roku, wpierw powołał ją do swego sztabu gen. Jean de Lattre de Tassigny, a następnie została przydzielona do francuskiej 5 Dywizji Pancernej, działającej w składzie 6 Grupy Armii USA, gdzie służyła jako pracownik socjalny i sanitariuszka, głównie w 1 Cudzoziemskim Pułku Kawalerii. Podczas walk w Austrii została ranna po raz drugi.
Po wojnie zamieszkała w Paryżu i podjęła pracę w dziennikarstwie, począwszy od stanowiska gońca we France-Soir. Od 1946 roku przez dwa lata pisała w Elle. W 1948 roku zaczęła pracę we francuskiej edycji Vogue, gdzie w 1954 roku została redaktorem naczelnym. Zaczęła tam odtąd promować innowacyjnych artystów i projektantów, takich jak: Francois-Regis Bastide, Violette Leduc, Francois Nourissier, Guy Bourdin, Henry Clarke, William Klein, Christian Dior, Yves Saint Laurent i Emanuel Ungaro. W 1955 roku uczestniczyła w warsztatach literackich Maurice'a Druona i została redaktorem naczelnym serii poczytnych powieści historycznych Rois maudits. W 1966 roku rzuciła pracę w Vogue, po sprzeciwach jakie wzbudził jej projekt umieszczenia na okładce czarnoskórej kobiety (pierwszą została dopiero Naomi Campbell w 1988 roku).
Kilka miesięcy później wyszła jej debiutancka powieść o życiu dziennikarki, Zapomnieć Palermo, która odniosła ogromny sukces, otrzymując m.in. Nagrodę Goncourtów w 1966 roku. Zachęciło ją to do dalszej twórczości, na którą składały się powieści o podobnej tematyce i biografie.
W roku 1973 poślubiła Gastona Defferre, mera Marsylii i ministra rządu francuskiego, który zmarł w 1986 roku. Od roku 1983 aż do śmierci zasiadała w Akademii Goncourta, będąc jej przewodniczącą w latach 2002–2014, przyznającej nagrodę literacką, którą wcześniej otrzymała. W 1997 roku została współzałożycielką, a później przewodniczącą francuskiego stowarzyszenia na rzecz wolności i pluralizmu prasy Société des Amis de l'Humanité. Przez ponad sześćdziesiąt lat była zaangażowana w służbę pomocy ubogim weteranom Legii Cudzoziemskiej. Zmarła w wieku 94 lat, 20 stycznia 2016 roku w Marsylii.

## Zapomnieć Palermo

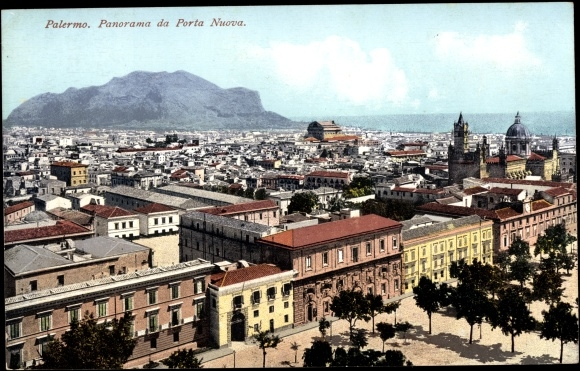
Palermo i Monte Pellegrino

Najbardziej znane dzieło Edmonde Charles-Roux, tworzone przez sześć lat, które przyniosło jej światową sławę, wielowątkowa powieść Zapomnieć Palermo, zawiera motywy autobiograficzne oraz wyraża światopogląd autorki.
Bohaterka książki, Giana Meri, pochodząca z Palermo, dziennikarka amerykańskiego czasopisma Vogue, pisząca o podróżach, opowiada o swojej pracy i życiu w Nowym Jorku, przeplatając to wspomnieniami z dzieciństwa na Sycylii. Pustce i bezsensowi świata reprezentowanego przez tzw. prasę kobiecą nieustannie przeciwstawia świat tradycyjnych wartości dawnej Europy. Np. usiłująca na różne sposoby zachować pozory młodości, starzejąca się Amerykanka, spędzająca godzinę dziennie przed lustrem, kontrastuje z szanowaną przez młodzież, siwowłosą matroną włoską ubraną na czarno, a ludowa religijność Sycylijczyków z mentalnością nowojorskich arywistów. Zdaniem recenzentów:

Ameryka i Włochy, zarówno jak postacie bohaterów, mają tu podtekst symboli; "amerykański styl życia" jest dla autorki synonimem nieautentyczności, kultu pozorów, tragicznej pustki, jaką zagrożona jest obecna cywilizacja. Sycylia ze swą przyrodą, zabytkami, mitami, magią – ucieleśnia wartości odwieczne, do których człowiek zawsze powraca.

Powieść została przetłumaczona na kilkanaście języków. Po polsku była wydana w 1968 roku przez Państwowy Instytut Wydawniczy w serii Klub Interesującej Książki . Na jej motywach reżyser Francesco Rosi w 1989 roku nakręcił film fabularny Dimenticare Palermo, w USA rozpowszechniany pod tytułem The Palermo Connection, a w Polsce Senator, skupiający się wszakże na temacie walki z mafią.

## Twórczość
Publikacje książkowe Edmonde Charles-Roux, wszystkie wydane przez Éditions Bernard Grasset (obecnie Éditions Grasset & Fasquelle) w Paryżu:
- Oublier Palerme, 1966, powieść (Zapomnieć Palermo)
- Elle, Adrienne, 1971, powieść
- L'Irrégulière ou mon itinéraire Chanel, 1974, biografia Coco Chanel, na podstawie której w 2009 roku powstał film Coco Chanel
- Le Temps Chanel, (współwydawca La Martinière Groupe) 1979, album fotograficzny o Coco Chanel
- Stèle pour un bâtard, 1980, powieść
- Une enfance sicilienne, 1981, powieść
- Un désir d'Orient, biographie d'Isabelle Eberhardt, vol. I, 1989 (biografia Isabelle Eberhardt)
- Nomade j'étais, biographie d'Isabelle Eberhardt, vol. II, 1995
- L'Homme de Marseille, 2003, album fotograficzny o Gastonie Defferre
- Isabelle du désert, połączenie Un désir d'Orient i Nomade j'étais, 2003[8].

## Odznaczenia
- Krzyż Wojenny 1939-1945 – 1945
- Kawaler Legii Honorowej – 1945
- Oficer Orderu Narodowego Zasługi
- Komandor Legii Honorowej – 2010
- Wielki Oficer Legii Honorowej – 2013

W 1945 roku otrzymała godność honorowej vivandière Regimentu Marszowego Legii Cudzoziemskiej (RMLE).
W 2007 roku Edmonde Charles-Roux otrzymała rangę kaprala honorowego Legii Cudzoziemskiej, z czego była szczególnie dumna.